# هالوكية
الفصيلة الهالوكية أو الجعفلية أو الجعفيلية (باللاتينية: Orobanchaceae) فصيلة نباتية تضم 90 جنساً و أكثر من 2000 نوع. كانت معظم نباتات هذه الفصيلة مصنفة تحت الفصيلة الغدبية
معظم نباتات هذه الفصيلة عبارة عن أعشاب مدارية. نباتات هذه الفصيلة إما عشبية حولية أو عشبية معمرة، و أغلبها متطفلة.

## من أشهر أجناسها
- دَغْلُ السَّاحِرَةِ (باللاتينية: Striga)
- الدَّنُوس (باللاتينية: Lathraea)
- الذُّؤْنُون (باللاتينية: Cistanche)
- السُّقَّيْط (باللاتينية:  Lindenbergia)
- الهَالُوك (باللاتينية: Orobanche)
- الفيليبية (باللاتينية: Phelypaea)

## طالع
- ذؤنون الأرض.